# Катовице (хоккейный клуб)
ГКС Катовице (пол. HC GKS Katowice) — польский хоккейный клуб из города Катовице. Домашней ареной клуба является стадион Сподек (в переводе на русский — блюдце), называемый также «спутниковым» из-за почти идеальной чашеобразной формы, придающей арене вид НЛО.

## Достижения
- Чемпионат Польши по хоккею:
  - Победители (6)  : 1958, 1960, 1962, 1965, 1968, 1970
  - Серебряный призёр (9)  : 1956, 1957, 1959, 1961, 1967, 1969, 2001, 2002, 2003
  - Бронзовый призёр (8)  : 1955, 1963, 1966, 1975, 1994, 1995, 1997, 1998

- Кубок Польши по хоккею
  - Обладатели (1)  : 1970
  - Финалист (1)  : 2000